# La Higuera (Chile)
La Higuera ist eine Kommune in der Región de Coquimbo in Chile. Sie umfasst die Ortschaften Caleta Los Hornos, Chungungo, Los Morros, La Higuera, El Trapiche, Punta Colorada, Quebrada Honda, Los Choros y Punta de Choros. Der Hauptort La Higuera befindet sich in einem Längstal in der Küstenkordillere direct an der Ruta 5. Das Gebiet der Gemeinde ist gebirgig, das Klima insbesondere abseits des Küste trocken und sonnig, aber bedingt durch den Humboldtstrom mild.
Im Gebiet der Kommune liegt das Observatorium La Silla.

## Tourismus
Die Gemeinde ist bekannt für lange Sandstrände.
Auf dem Gebiet der Gemeinde – bei Punta Choros – befindet sich unter anderem die Isla Damas mit dem Reservat Pinguino de Humboldt einem wichtigen Schutzgebiet für Seevögel und Humboldt-Pinguine. Außerdem können dort Wale und Delfine beobachtet werden.